# Thomas Petersen
Thomas Petersen (født 15. oktober 1978) er en dansk tidligere håndboldspiller, der spillede som målmand. hos i Håndboldligaen. Han spillede for GOG Svendborg, Viborg HK og Århus GF.
Ved sæsonafslutningen i maj 2009 stoppede han karrieren til fordel for et job hos Hewlett-Packard.